# جنوبگان
جنوبگان یا قاره جنوبگان (به انگلیسی: Antarctica) قاره‌ای در قطب جنوب زمین است. این قاره سردترین جای زمین است و کمابیش همه سطح آن با یخ پوشیده شده است. جنوبگان پنجمین قاره بزرگ زمین پس از آسیا، آفریقا، آمریکای شمالی و آمریکای جنوبی است؛ ولی با این وجود کمترین جمعیت انسانی را میان همه قاره‌ها دارد. همچنین بلندترین میانگین بلندی، کمترین میانگین رطوبت و پایین‌ترین میانگین دما در میان همه قاره‌های جهان به این قاره تعلق دارد. همچنین بالغ بر ۸۰٪ از ذخایر آب شیرین کره زمین در جنوبگان قرار دارد. در این قاره، نزدیک به ۳۰ کشور تقریباً ۷۰ پایگاهِ پژوهشی دارند که ۴۰ پایگاه، سالانه یا همیشگی و ۳۰ پایگاه، تابستانی هستند.
استاندارد ایزو ۳۱۶۶–۱ آلفا-۲ بدون توجه به قلمرو ادعایی کشورها، به جنوبگان، دامنه اینترنتی .aq را داده است. در جنوبگان هر پایگاه بسته به وابستگی به کشور خود از پیش‌شماره تلفن و واحد پولی ویژه خود استفاده می‌کند. دلار جنوبگان سوغاتی است که در پایگاه‌های ایالات متحده آمریکا و کانادا فروخته می‌شود اما پشتیبانی قانونی ندارد.

## کشف
باور به وجود سرزمینی جنوبگانی یعنی قاره‌ای بس بزرگ که در دورترین جای زمین قرار گرفته باشد تا بتواند توازن کره زمین را در برابر خشکی‌های بزرگ شمال آن حفظ کند از زمان بطلمیوس در سده ۱ (میلادی) وجود داشته است. نظریه وجود این سرزمین منسوب به ارسطو است و توسط بطلمیوس گسترش یافته است. بطلمیوس باور داشت مساحت زمین‌های شمالی و جنوبی زمین باید برابر باشد و به همین دلیل نتیجه می‌گرفت که سرزمینی ناشناخته در جنوب وجود دارد. ترسیم خشکی‌های بزرگی در جنوب زمین در نقشه‌های کهن، مانند نقشه‌های معروف پیری رئیس، دریاسالار امپراتوری عثمانی سده ۱۶ (میلادی) رایج بود.
دور زدن دماغه امید نیک و دماغه هورن در قرن‌های ۱۵ و ۱۶ میلادی احتمال وجود سرزمینی در جنوب را افزایش داد. در سال ۱۶۰۶ جزیره‌ای بزرگ در جنوب گینه نو توسط اروپاییان کشف شد که گمان می‌رفت بخشی از سرزمین ناشناخته جنوبی باشد و به همین دلیل استرالیا (به معنای «جنوبیه» در زبان لاتین) نام گرفت. به دنبال ایده برابری مساحت زمین‌های شمالی و جنوبی و کافی نبودن مساحت استرالیا برای تأمین این برابری، سفرهای اکتشافی متعددی در اقیانوس آرام و در مدارهای نزدیک به قطب جنوب انجام شد تا باقی‌مانده این سرزمین نیز کشف گردد.
در سال ۱۷۷۳، جیمز کوک و خدمه‌اش از مدار جنوبگان گذشتند، اما در فاصله ۲۴۰ کیلومتری جنوبگان به جزیره‌ای رسیدند و سپس بازگشتند. در سال ۱۸۲۰، یک کاروان دریایی روسیه به فرماندهی فابین گوتلیب فن بلینگسهاوزن و میخائیل لازارف، یک کاروان بریتانیایی به سرکردگی ادوارد برنسفیلد و یک ملوان آمریکایی به نام ناتانئیل پالمر مدعی شدند که یخ‌تاق‌های جنوبگان را مشاهده کرده‌اند. نخستین فرود بر سکوهای یخی جنوبگان احتمالاً یک سال بعد توسط دریانورد آمریکایی جان دیویس اتفاق افتاده است. دوران قهرمانانه اکتشاف جنوبگان با سفرهای جستجوگرانه بسیاری که در آغاز قرن بیستم انجام پذیرفتند، شکل گرفت. سرانجام در ۱۴ دسامبر ۱۹۱۱، روئال آمونسن نروژی توانست به جنوبگان برسد. رابرت فالکون اسکات انگلیسی در مدت زمان کوتاهی پس از وی به جنوبگان رسید اما دریافت که پیش از وی، کاروان دریایی نروژ به جنوبگان رسیده‌اند.

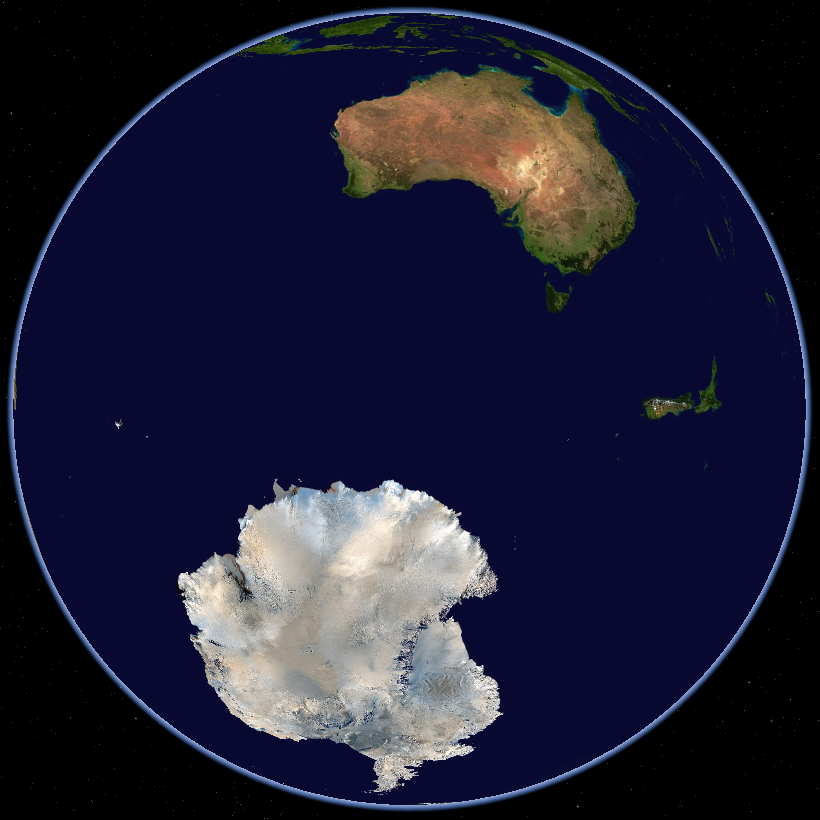
فاصلهٔ جنوبگان از استرالیا
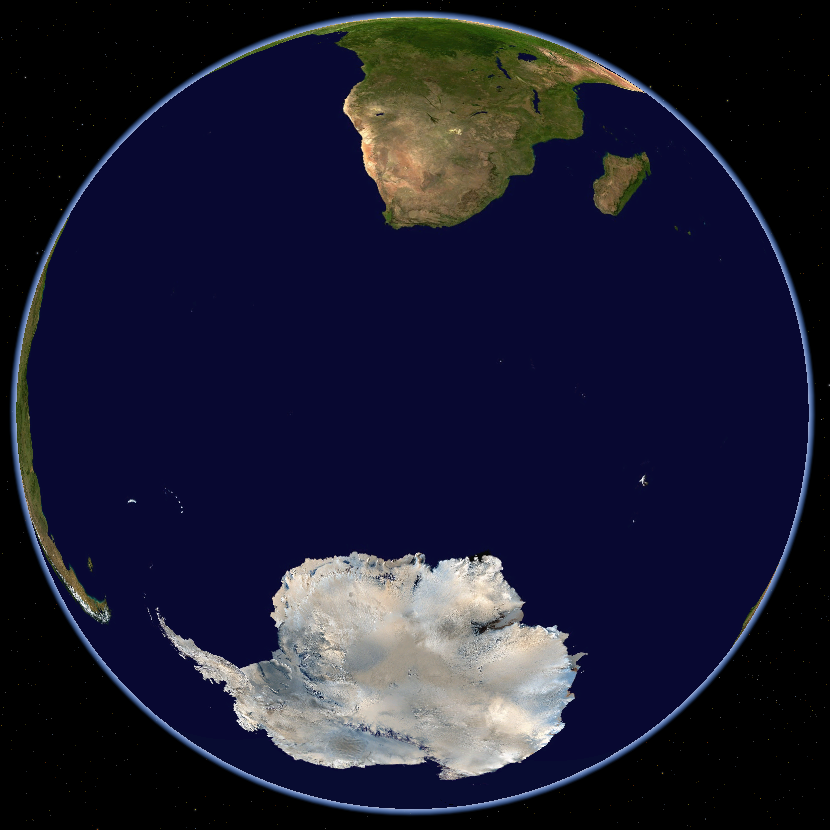
فاصلهٔ جنوبگان از آفریقا
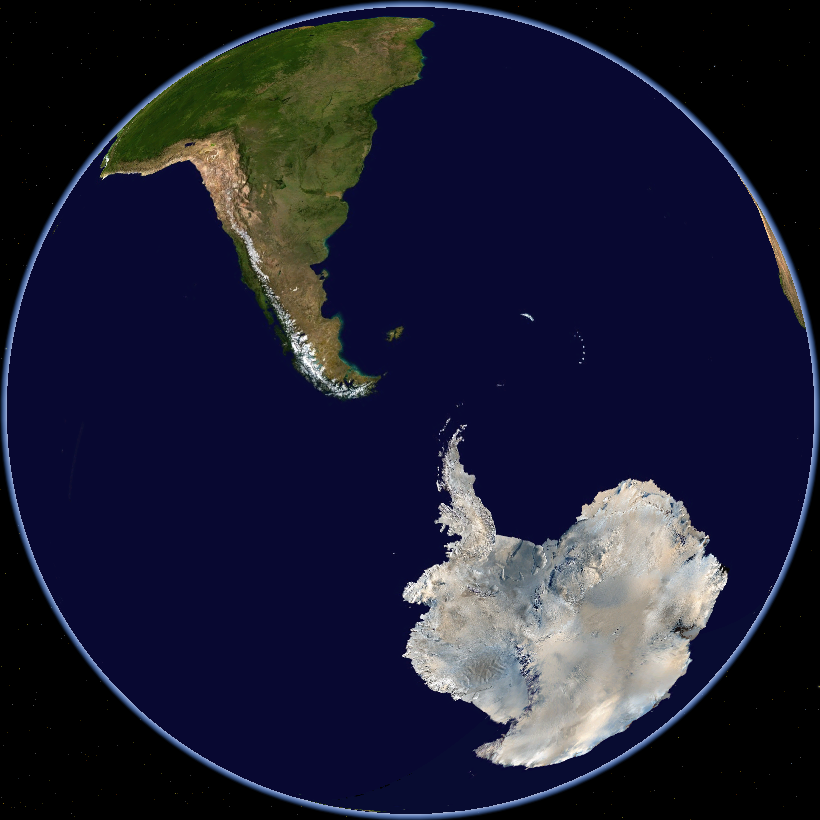
فاصلهٔ جنوبگان از آمریکای جنوبی

## محیط زیست و پژوهش

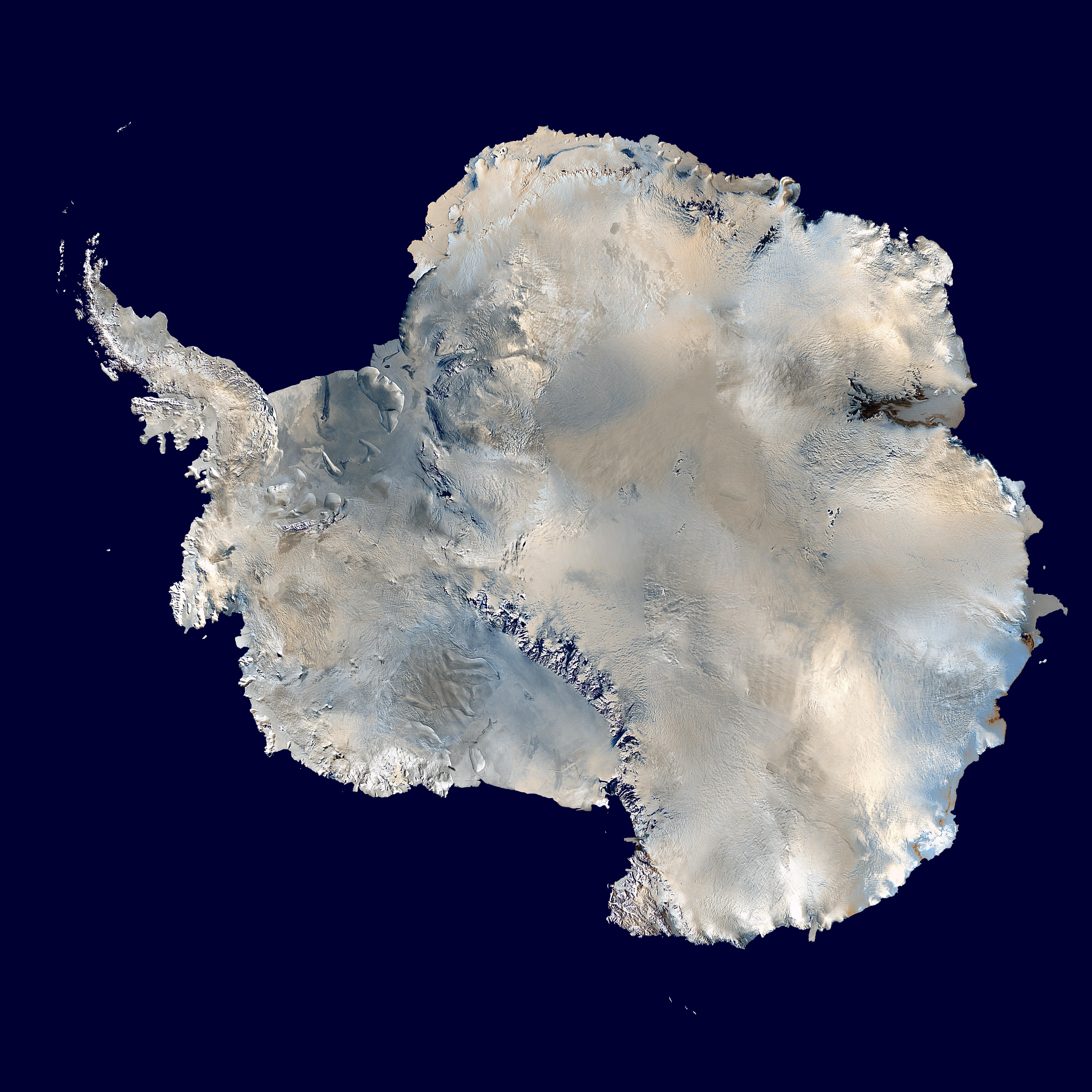
تصویر ماهواره‌ای که نمایان‌گر جنوبگان از فضای بیرونی است.

جنوبگان، قاره‌ای در قطب جنوب است که ۹۸ درصد آن را یخهای جامد تشکیل می‌دهد و در سال ۱۸۴۰ به عنوان یک قاره شناخته شد. این قاره سردترین و بادی‌ترین نقطهٔ جهان که کم‌ترین دمای ثبت شده تا به امروز (منفی ۳/۱۲۹ درجه فارنهایت یا (°۸۰-) سانتی گراد) و سرعت باد معمولاً بیش از ۲۰۰ مایل در ساعت متعلق به آن است و همچنین قطب جنوب خشک‌ترین بیابان کره زمین است که حدود ۲ میلیون سال در آن هیچ‌گونه بارانی نباریده است.
به دلیل تأثیر جنوبگان بر روی اقلیم زمین، موقعیت منحصر به فرد آن در قطب جنوب، منابع بسیار زیست‌محیطی و طبیعی و محیط زیست دست نخورده‌اش به کانون توجه جهانیان تبدیل شده است. به صورتی‌که می‌توان از آن به عنوان یک آزمایشگاه طبیعی برای پژوهش علمی در بسیاری از شاخه‌های علوم بهره جست؛ زیرا این منطقه، ناحیه‌ای کلیدی و مهم برای فهم اکوسیستم زمین و محیط زیست آن است. ویژگی‌های منحصر به فرد جنوبگان، در طی ۵۰ سال گذشته، امکان پژوهش بر روی خاستگاه خشکی‌ها، آلودگی هوا، و تغییر اقلیم زمین را برای دانشمندان فراهم آورده است. هواشناسی جنوبگان شاخص‌های مورد نیاز جهت پیش‌بینی مدل‌های هواشناسی نیم‌کره جنوبی و الگوی چرخش سامانه‌های اقیانوسی در اختیار پژوهش‌گران قرار می‌دهد. مغزه‌های یخی به‌دست آمده از این قاره به عنوان یک مخزن ارزشمند اطلاعات در خصوص اقلیم گذشته و تاریخ محیطی زمین محسوب می‌شوند.

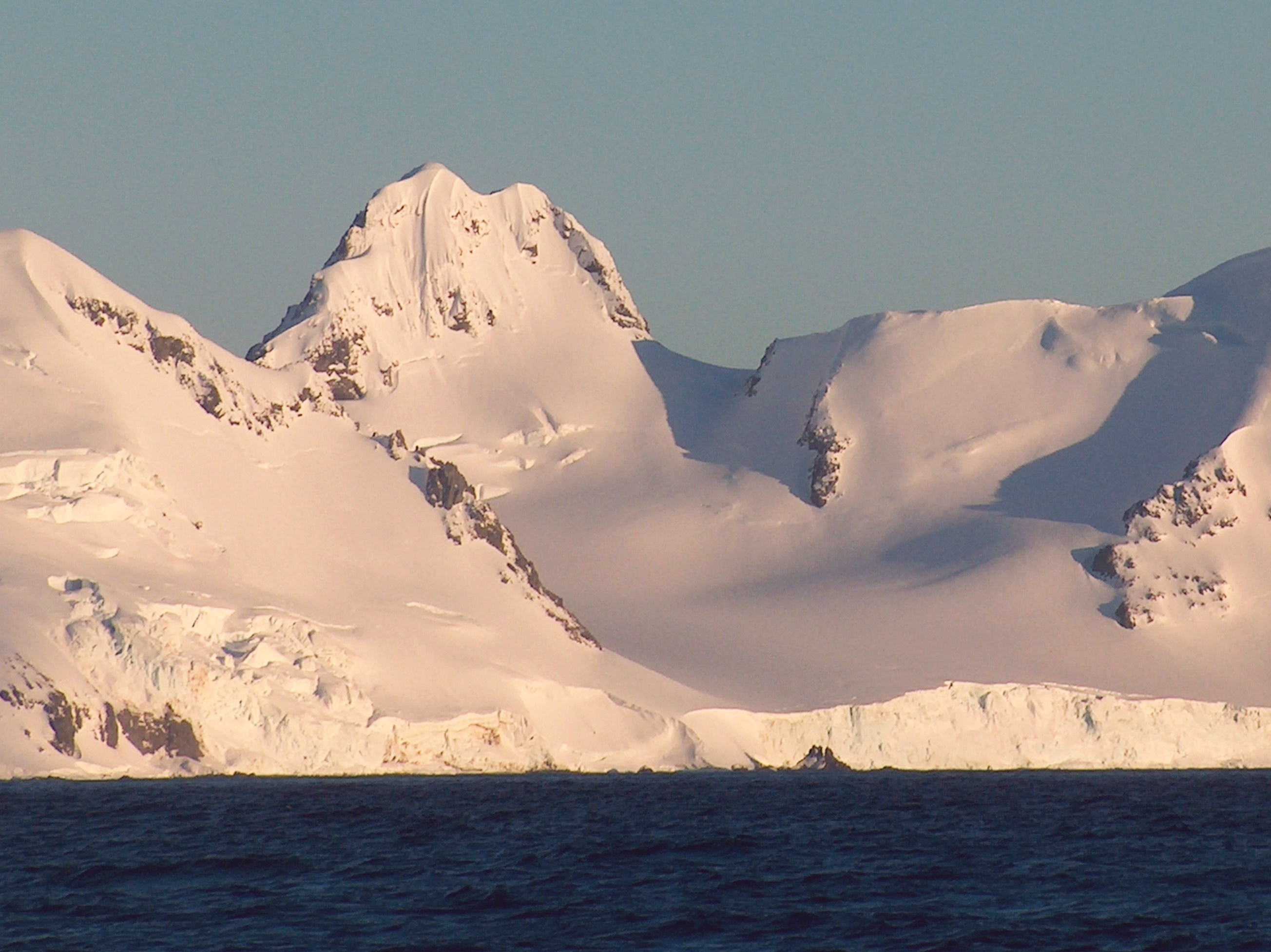
کوه‌های تانگرا

## اقلیم
قطب جنوب به نوعی بیابان محسوب می‌شود. کل بارندگی در قطب جنوب، به‌طور متوسط در کل قاره، حدود ۱۶۶ میلی‌متر (۶٫۵ اینچ) در سال است. نرخ‌های واقعی بسیار متفاوت است، از مقادیر بالا در شبه جزیره (۱۵ تا ۲۵ اینچ در سال) تا مقادیر بسیار پایین (تا ۵۰ میلی‌متر (۲٫۰ اینچ) در فضای داخلی مرتفع. دریافت کمتر از ۲۵۰ میلی‌متر (۹٫۸ اینچ) بارندگی در سال به عنوان بیابان طبقه‌بندی می‌شود. تقریباً تمام بارش‌های قطب جنوب به صورت برف است. بارندگی نادر است و عمدتاً در طول تابستان در مناطق ساحلی و جزایر اطراف رخ می‌دهد. بارش ذکر شده به جای اینکه عمق واقعی برف باشد، معیاری برای معادل بودن آن با آب است. هوای قطب جنوب نیز بسیار خشک است. دمای پایین منجر به رطوبت مطلق بسیار کم می‌شود، به این معنی که پوست خشک و لب‌ها ترک خورده، باعث می‌شود مشکلاتی دائمی برای دانشمندان و پژوهشگرانی که در این قاره کار می‌کنند، بوجود آید.

## اقتصاد
جنوبگان منطقه‌ای مهم اقتصادی و راهبردی است. اهمیت اقتصادی آن به دلیل وجود منابع طبیعی و نفت خام است. اهمیت راهبردی آن به خاطر مسیر دماغه هورن است که در زمان جنگ سرد، اهمیتی حیاتی برای آمریکا داشت؛ زیرا ناوهای هواپیمابر آمریکایی نمی‌توانند از کانال پاناما عبور کنند. پس از فروپاشی اتحاد جماهیر شوروی اهمیت اقتصادی جنوبگان به خاطر منابع نفتی بر اهمیت راهبردی آن برتری یافته است.
امروزه هیچ‌گونه کنش اقتصادی در جنوبگان وجود ندارد و تنها ماهی‌گیری در بیرون و گردشگری در اندازه کوچک در ساحل جنوبگان دیده می‌شوند.
اگرچه منابع زغال‌سنگ، هیدروکربن، سنگ آهن، پلاتین، مس، کروم، نیکل، طلا، و دیگر کانیها در جنوبگان یافت شده‌اند اما برای بهره‌برداری به اندازه کافی بزرگ نیستند. در ۱۹۹۱ (میلادی) تصویب پروتکل حفاظت از محیط زیست جنوبگان هرگونه تلاش برای بهره‌برداری از ذخایر معدنی را از میان برد. در ۱۹۹۸ (میلادی) با تصویب توافقی، هر گونه امکان معدنکاری از میان رفت. بازنگری در مفاد این توافق، تنها در سال ۲۰۴۸ (میلادی) ممکن است و در صورت بازنگری محدودیت‌های بیشتری بر توسعه اقتصادی و بهره‌برداری در نظر گرفته خواهد شد. مهم‌ترین کنش اقتصادی در جنوبگان ماهی‌گیری است. در سال‌های ۲۰۰۰–۲۰۰۱ گزارش شد که ۱۱۲٬۹۳۴ تن ماهی گرفته شد. از ۱ ژوئیه ۱۹۹۸ (میلادی) تا ۳۰ ژوئن ۱۹۹۹ (میلادی) ۱۱۹٬۸۹۸ تن ماهی به صورت قانونی گرفته شد.
گردشگری اکتشافی در اندازه کوچک از ۱۹۵۷ (میلادی) وجود داشته و امروزه در سیستم پیمان جنوبگان و پروتکل حفاظت از محیط زیست جنوبگان گنجانده شده است. اما بر پایه انجمن بین‌المللی گردانندگان گردشگری جنوبگان به صورت خود تنظیم کار می‌کند. همه کشتی‌های گردشگری، عضو اتحادیه بین‌المللی گردانندگان گردشگری جنوبگان نیستند اما اعضای این اتحادیه ۹۵٪ کنش‌های گردشگری در جنوبگان را انجام می‌دهند. بیشتر مسافرت‌ها با کشتی‌های کوچک یا متوسط اندازه و در چشم‌اندازهای زیبا و با جانوران بومی جنوبگان انجام می‌شوند. در تابستان سال‌های ۲۰۰۶–۲۰۰۷ نیم‌کره جنوبی، ۳۷٬۵۰۶ و در ۲۰۱۵–۲۰۱۶، ۳۸٬۴۷۸ گردشگر از جنوبگان دیدن کردند که بیشتر آنها سوار بر کشتی‌های تجاری بودند.

نگرانی‌هایی دربارهٔ تأثیر احتمالی گردشگران بر محیط زیست و اکوسیستم وجود دارد. برخی کنش‌گران محیط زیست و دانشمندان برای وضع محدودیت بیشتر بر قوانین سختگیرانه‌تر برای کشتی‌ها و سهمیه گردشگران، فراخوان دادند. مهم‌ترین واکنش‌های کشورهای عضو سیستم پیمان جنوبگان، گسترش دبیرخانه پیمان جنوبگان و عضویت در اتحادیه بین‌المللی گردانندگان گردشگری جنوبگان، راهنمای استفاده از سایت گردشگری، وضع محدودیت‌های جای کناره‌گیری کشتی و فرود هواپیما، و بستن یا کم کردن بازدید از جاهای پر بازدید بود. تا پیش از سقوط پرواز شماره ۹۰۱ ایر نیوزیلند در ۲۸ نوامبر ۱۹۷۹ (میلادی) استرالیا و نیوزیلند پروازهای گردشگری بدون فرود به جنوبگان داشتند. از میانه دهه ۱۹۹۰ (میلادی) شرکت کانتاس بار دیگر این پروازها را از سر گرفت. 

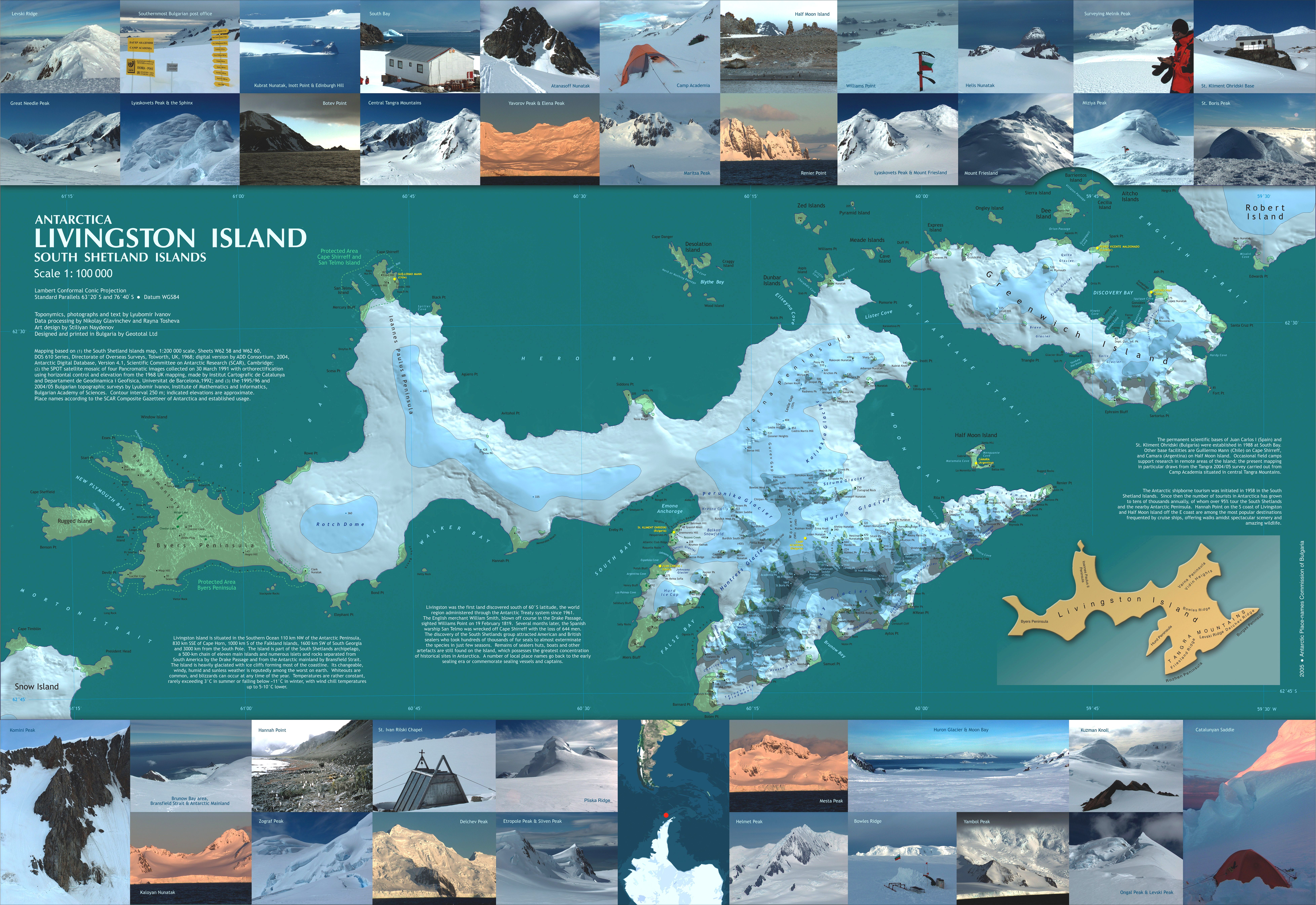
نقشه جزیره لیوینگستون و جزیره گرینویچ

## تنوع زیستی

### جانوران

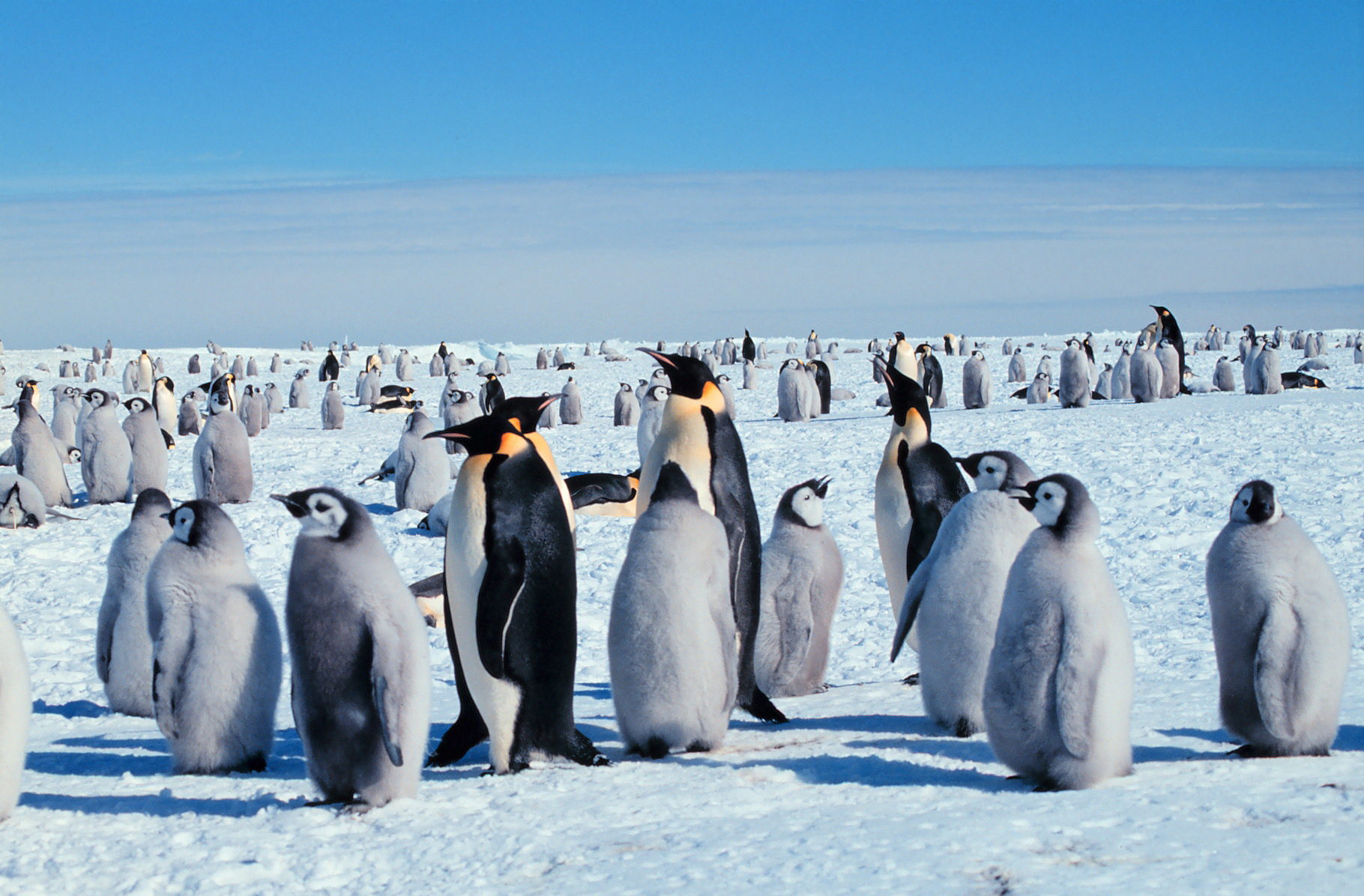
پنگوئن‌های امپراتور در جنوبگان

حیات بی‌مهرگان جنوبگان شامل گونه‌هایی از هیره‌های میکروسکوپی مانند Alaskozetes antarcticus، شپش، نماتد، خرس آبی، چرخان‌تباران، کریل و دم‌فنری است. تعداد کمی از مهره‌داران زمینی به جزایر حاشیهٔ جنوبگان محدود می‌شوند. مگس‌ریزه بدون پرواز Belgica antarctica، به طول ۶ میلی‌متر، بزرگ‌ترین جانور «کاملاً زمینی» جنوبگان است.
کریل‌های جنوبگان که در توده‌های بزرگ جمع می‌شوند، گونه کلیدی اصلی اکوسیستم در اقیانوس جنوبی است که یک گونهٔ غذایی مهم برای نهنگ‌ها، فک‌ها، فک‌های پلنگی، فک‌های خزدار، ماهی مرکب، یخ‌ماهی‌ها و بسیاری از گونه‌های پرندگان مانند پنگوئن‌ها و آلباتروس است.  برخی از گونه‌های جانوران دریایی به‌طور مستقیم یا غیرمستقیم به فیتوپلانکتون‌ها متکی هستند. زندگی دریایی جنوبگان شامل پنگوئن‌ها، نهنگ‌های آبی، اورکاها، سرپاور عظیم و فک‌های خزدار است. فک خزپوش جنوبگان در قرن ۱۸ و ۱۹ به‌شدت توسط شکارچیان فک از ایالات متحده و بریتانیا شکار شد. فک‌های پلنگی شکارچیان رأس هرم در اکوسیستم جنوبگان هستند و در اقیانوس جنوبی در جست‌وجوی غذا مهاجرت می‌کنند.
تقریباً ۴۰ گونه پرنده وجود دارد که در جنوبگان یا نزدیک به آن زادوولد می‌کنند، از جمله گونه‌های پترل، پنگوئن، باکلان و مرغ دریایی. اقیانوس اطراف جنوبگان توسط گونه‌های مختلف پرندگان دیگر از جمله برخی از آن‌ها که معمولاً در قطب شمال زندگی می‌کنند، مورد بازدید قرار می‌گیرد. پنگوئن امپراتور تنها پنگوئنی است که در زمستان در جنوبگان تولیدمثل می‌کند. این پنگوئن و پنگوئن آدلی در جنوبی‌تربن عرض‌های جغرافیایی نسبت به سایر پنگوئن‌ها تولید مثل می‌کنند.
هیچ خرس قطبی در این قاره زندگی نمی‌کند.

### قارچ‌ها

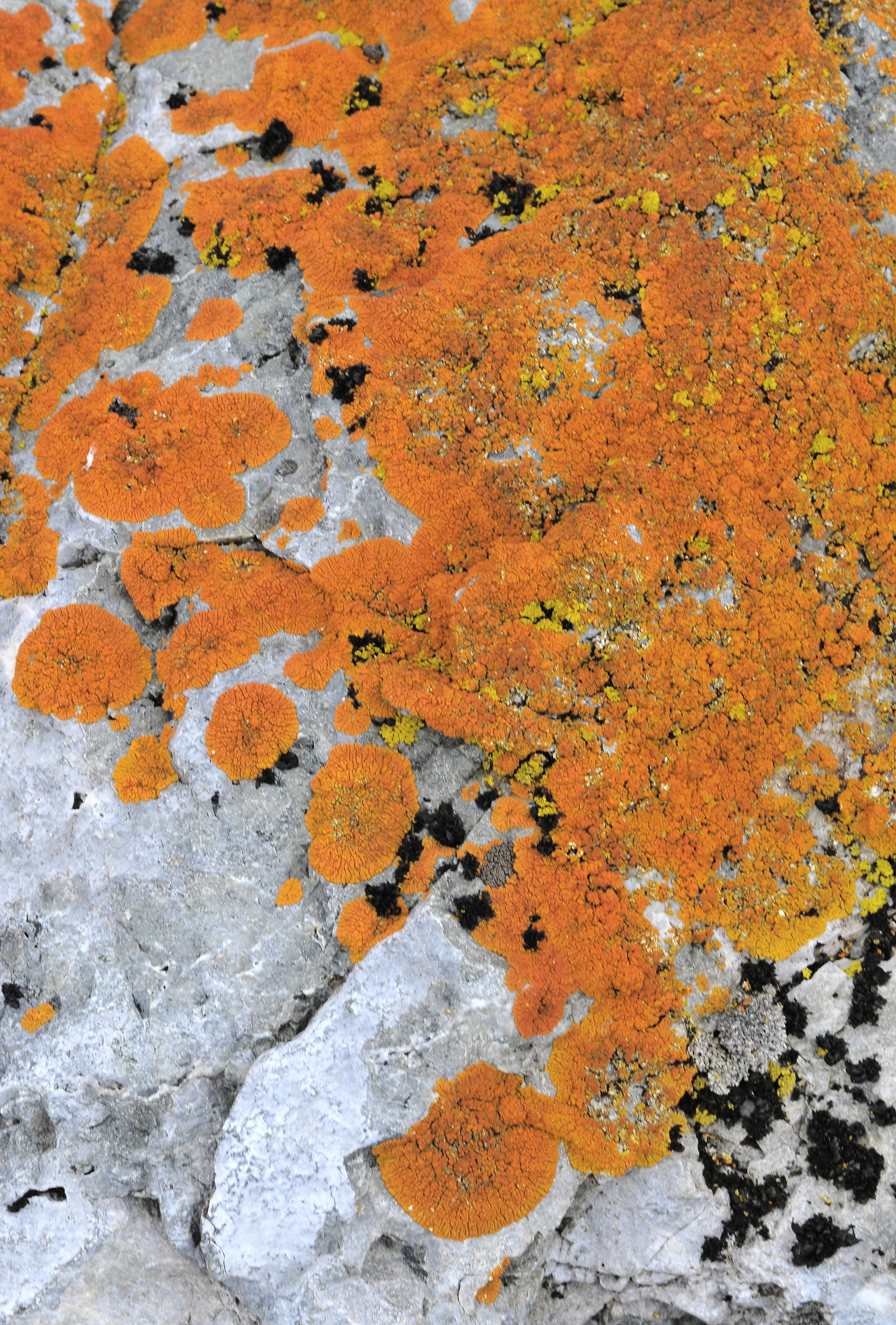
گلسنگ نارنجی (Caloplaca) در حال رشد در جزایر یالور، مجمع‌الجزایر ویلهلم

حدود ۱۱۵۰ گونه قارچ در منطقهٔ جنوبگان ثبت شده است که از این تعداد حدود ۷۵۰ گونه غیر گلسنگ هستند. برخی از گونه‌ها که تحت شرایط شدید و نامساعد تکامل یافته‌اند، حفره‌های ساختاری را در سنگ‌های متخلخل، اشغال کرده‌اند و در شکل‌دهی صخره‌های دره‌های خشک مک‌موردو (McMurdo) و پشته‌های کوهستانی اطراف آن نقش داشته‌اند.
مورفولوژی ساده‌شدهٔ این‌گونه قارچ‌ها، همراه با ساختارهای بیولوژیکی مشابه، سیستم‌های متابولیسمی که می‌توانند در دماهای بسیار پایین، فعال باقی بمانند و چرخه‌های زیستی کاهش یافته، آن‌ها را برای چنین محیط‌هایی مناسب می‌سازد. سلول‌های دارای دیواره ضخیم و ملانینی‌شدهٔ نیرومند، آن‌ها را در برابر پرتو فرابنفش مقاوم می‌کند.
همین ویژگی‌ها را می‌توان در جلبک‌ها و سیانوباکتری‌ها مشاهده کرد که نشان می‌دهد آن‌ها سازگار با شرایط حاکم در جنوبگان هستند. این امر منجر به این گمانه‌زنی شده است که حیات در مریخ ممکن است شبیه گونه‌های قارچ‌های جنوبگان مانند کرایومایسس آنترکتیکوس و کرایومایسس مینتری باشد. برخی از گونه‌های قارچ‌ها که ظاهراً بومزاد جنوبگان هستند، در فضولات پرندگان زندگی می‌کنند و تکامل یافته‌اند تا بتوانند در داخل مدفوع بسیار سرد رشد کنند، اما می‌توانند از رودهٔ جانوران خون‌گرم نیز عبور کنند. 

### گیاهان
جنوبگان در طول تاریخ خود شاهد تنوع گسترده‌ای از حیات گیاهی بوده است. در دوره کرتاسه، اکوسیستم سرخس و مخروطیان بر آن تسلط داشت که در پایان آن دوره، به یک جنگل بارانی معتدل تبدیل شد. در طول دورهٔ نئوژن سرد، یک اکوسیستم توندرا جایگزین جنگل‌های بارانی شد. اقلیم امروزی جنوبگان اجازهٔ تشکیل پوشش گیاهی گسترده را نمی‌دهد. ترکیبی از دماهای یخبندان، کیفیت پایین خاک و کمبود رطوبت و نور خورشید مانع از رشد گیاه می‌شود و باعث تنوع گونه‌ای کم و توزیع محدود می‌شود. اکنون پوشش گیاهی در جنوبگان عمدتاً از خزه‌تباران (۲۵ گونه جگرواش و ۱۰۰ گونه خزه) تشکیل شده است. سه گونه از گیاهان گلدار در جنوبگان یافت می‌شوند: علف مویی جنوبگان، صدفی‌سای جنوبگان و گونهٔ غیر بومی علف آبی یک‌ساله.

### جانداران دیگر
از ۷۰۰ گونه جلبک در جنوبگان، حدود نیمی از آن‌ها فیتوپلانکتون‌های دریایی هستند. جلبک‌های برفی رنگارنگ به‌ویژه در فصل تابستان در مناطق ساحلی فراوان هستند. باکتری‌هایی تا عمق ۸۰۰ متر (۰٫۵۰ مایل) زیر یخ‌ها در جنوبگان پیدا شده است. گمان می‌رود که یک جامعهٔ باکتریایی بومی در پهنهٔ آبی زیرزمینی دریاچهٔ وستوک وجود داشته باشد. تصور می‌شود وجود حیات در آن‌جا استدلال احتمال وجود حیات در قمر اروپای سیارهٔ مشتری را تقویت می‌کند. این قمر ممکن است در زیر پوستهٔ آب-یخ خود، آب داشته باشد. جامعه‌ای از باکتری‌های شدیددوست در آب‌های بسیار قلیایی دریاچه آنترسی وجود دارد. گستردگی موجوداتی با سازگاری بسیار بالا در چنین مناطق «غیرقابل‌پذیرایی» می‌تواند استدلال برای زیست فرازمینی در محیط‌های سرد و غنی از متان را بیشتر تقویت کند.

## ادعاهای مالکیت

نقشه ادعاهای ارضی در جنوبگان با توجه به سیستم پیمان جنوبگان:
بریتانیا
نیوزیلند
فرانسه
استرالیا
نروژ
شیلی
آرژانتین
سرزمین ماری برد

قاره جنوبگان طبق سیستم پیمان جنوبگان متعلق به همه کشورها است و هیچ کشوری نمی‌تواند مالک آن باشد. بر پایه این پیمان، سراسر این قاره تنها منطقه‌ای برای پژوهش علمی است و هر گونه کنش نظامی و ادعای مالکیت در آن ممنوع است.

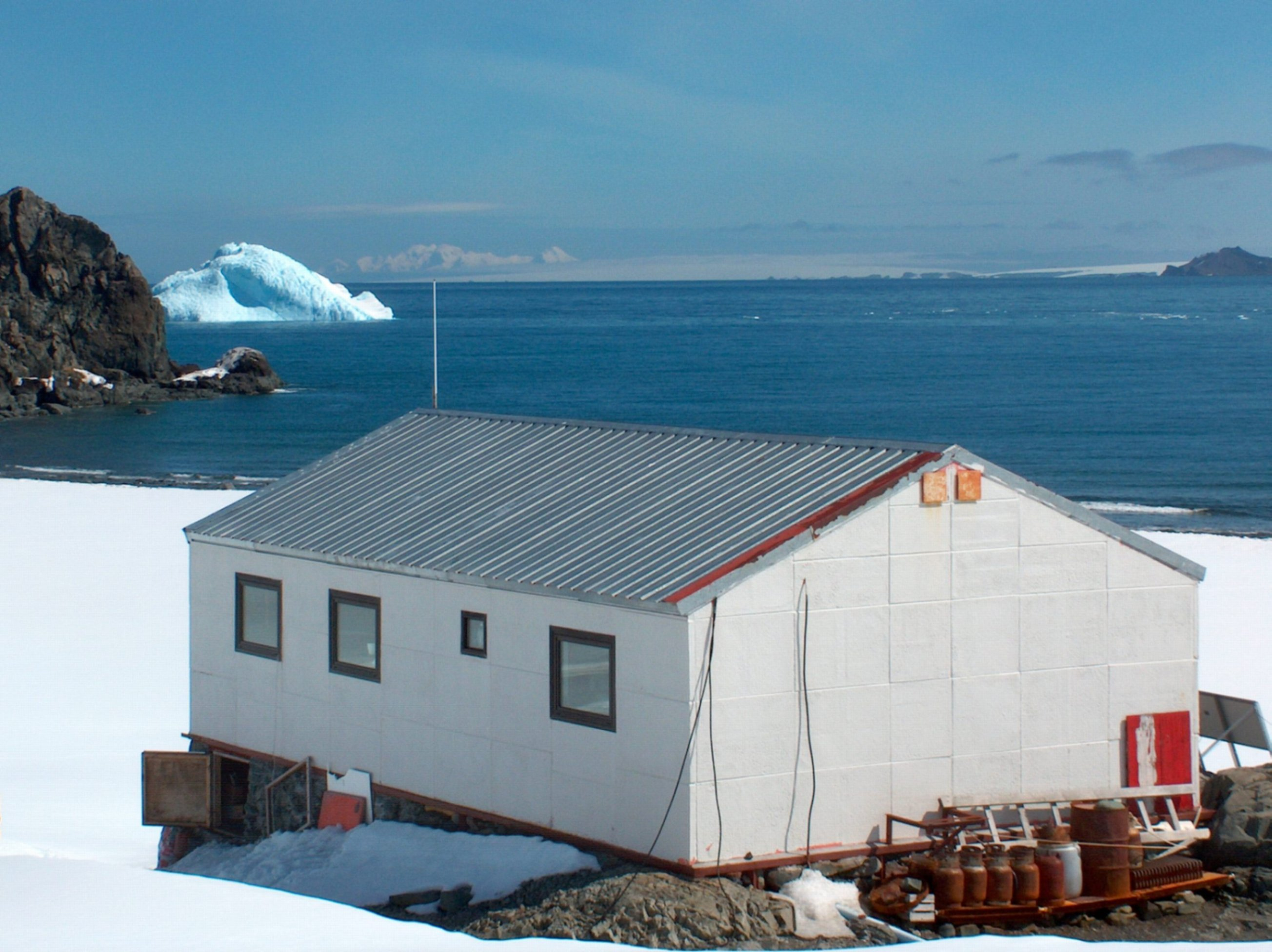
پایگاه علمی ارهیدسکی در جزیره لیوینگستون در جزایر شتلند جنوبی

### رقابت برای مالکیت بر جنوبگان
جنوبگان سردترین نقطه کره زمین با پوشش کاملاً یخی، پنجمین قاره بزرگ کره زمین پس از آسیا، آفریقا، آمریکای شمالی و آمریکای جنوبی است که دانشمندان معتقدند منابع گسترده و غنی مختلفی در آن وجود دارد. اکنون هفت کشور به‌ویژه استرالیا، چین و روسیه در مورد مالکیت بر جنوبگان که سرشار از منابع غنی دریایی، معدنی و نفت و گاز است، ادعای ارضی دارند و در این قاره یخی برای کسب منافع بیشتر با یکدیگر به رقابت پرداخته‌اند.
نقره، مس، طلا، نیکل، پلاتین، سنگ آهن، کروم، کبالت، مولیبدن، روی، سرب منگنز، تیتانیوم، نیکل و اورانیوم برخی از منابع برآورد شده دراین قاره یخی هستند. این قاره همچنین با برخورداری از منابع سرشار طبیعی و انرژی دارای اهمیت اقتصادی و راهبردی است. آرژانتین، استرالیا، شیلی، فرانسه، نیوزیلند، نروژ و انگلستان، ۷ کشور دارای ادعای ارضی در بخش‌هایی از جنوبگان هستند.
چین به‌طور ویژه در ۱۰ سال گذشته تبدیل به یک بازیکن برجسته قطب جنوب شده است و برخی آمار نشان می‌دهد که اکنون بیشتر از هر کشور دیگری در این بخش از جهان هزینه می‌کند. طبق این گزارش چین دارای سه پایگاه تحقیقاتی در قطب جنوب، ۲ اردوگاه میدانی و سه منطقه فرودگاهی است. روسیه نیز در قاره یخ زده ادعای دیرینه ارضی دارد و مدعی است که قاره جنوبگان را در سال ۱۸۲۰ میلادی کشف کرده است. این درحالی است که آمریکا و انگلیس نیز ادعای مشابهی در این زمینه را مطرح کرده‌اند. پس از سقوط شوروی، سه پایگاه تحقیقاتی آن در دهه ۱۹۹۰ در قطب جنوب بسته شد اما روسیه در چند سال گذشته تحقیقات خود را در این نقطه از جهان با کاشت گیرنده‌های ماهواره ای از سرگرفته است. استرالیا و نیوزیلند امیدوارند بتوانند ذخایر و منابع انرژی خود را با استفاده از منابع این بخش از جهان افزایش دهند و البته همه کشورهای رقیب در جنوبگان به آن به عنوان پایگاه مهم استراتژیک در دهه‌های آتی در کره زمین نیز می‌نگرند. روسیه و چین نیز جنوبگان را برای نظم جهانی آینده بسیار حائز اهمیت می‌دانند.
تاکنون ۷ کشور بر بیشتر نقاط جنوبگان ادعای مالکیت داشته‌اند. یک منطقه نیز مورد ادعا قرار نگرفته است.
| تاریخ ادعا | نام کشور        | قلمرو                  | مختصات قلمرو                                                                                      | نقشه                                             |
| ---------- | --------------- | ---------------------- | ------------------------------------------------------------------------------------------------- | ------------------------------------------------ |
| ۱۹۰۸       | بریتانیا        | قلمرو جنوبگان بریتانیا | ۲۰ درجه باختری تا ۸۰ درجه باختری                                                                  | Antarctica,_United_Kingdom_territorial_claim.svg |
| ۱۹۲۳       | نیوزیلند        | قلمرو وابسته راس       | ۱۵۰درجه باختری تا ۱۶۰ درجه خاوری                                                                  | Antarctica,_New_Zealand_territorial_claim.svg    |
| ۱۹۲۴       | فرانسه          | سرزمین ادلی            | ۱۴۲ درجه و ۲ دقیقه خاوری تا ۱۳۶ درجه و ۱۱ دقیقه خاوری                                             | Antarctica,_France_territorial_claim.svg         |
| ۱۹۲۹       | نروژ            | جزیره پتر یکم          | ۶۸°۵۰′ جنوبی ۹۰°۳۵′ غربی / ۶۸٫۸۳۳°جنوبی ۹۰٫۵۸۳°غربی                                               | Antarctica_Peter_I_Island.png                    |
| ۱۹۳۳       | استرالیا        | قلمرو جنوبگان استرالیا | ۱۶۰درجه خاوری تا ۱۴۲ درجه و ۲ دقیقه خاوری و ۱۳۶ درجه و ۱۱ دقیقه خاوری تا ۴۴ درجه و ۳۸ دقیقه خاوری | Antarctica,_Australia_territorial_claim.svg      |
| ۱۹۳۹       | نروژ            | سرزمین شهبانو ماود     | ۴۴°۳۸' خاوری تا ۲۰ درجه باختری                                                                    |                                                  |
| ۱۹۴۰       | شیلی            | قلمرو جنوبگان شیلی     | ۵۳ درجه باختری تا ۹۰ درجه باختری                                                                  | Antarctica,_Chile_territorial_claim.svg          |
| ۱۹۴۳       | آرژانتین        | جنوبگان آرژانتین       | ۲۵ درجه باختری تا ۷۴ درجه باختری                                                                  | Antarctica,_Argentina_territorial_claim.svg      |
| –          | منطقه بدون ادعا | (سرزمین ماری برد)      | ۹۰درجه باختری تا ۱۵۰درجه باختری (به غیر از جزیره پتر یکم)                                         | Antarctica,_unclaimed.svg                        |

استرالیا با ادعای مالکیت نزدیک به ۴۰٪ از جنوبگان، سرمایه‌گذاری چشمگیری روی پروژه‌های پژوهشی در این قاره انجام داده است. بر پایه برنامه راهبردی ۱۰ ساله پژوهشی این کشور در جنوبگان، استرالیا تمرکز ویژه‌ای بر پژوهش‌ها در این بخش دارد. یکی از دلایل اصلی این پژوهش‌ها، ارتباط تنگاتنگ اکوسیستم جنوبگان و استرالیا است. این کشور، چهار ایستگاه پژوهشی در جنوبگان دارد و به‌طور میانگین ۸۰ تا ۹۰ نفر از دو کشور استرالیا و نیوزیلند در آن‌ها زندگی می‌کنند.

## فهرست کشورهای دارای طول جغرافیایی با ساحل آزاد به جنوبگان
مالکیت بر جنوبگان هنوز رسمیت ندارد و در حال حاضر فقط ادعاهایی وجود دارد. سیستم پیمان جنوبگان این مسئله را هم بیان کرده است. تا سال ۲۰۱۵، ۵۳ کشور، عضو رسمی این پیمان هستند که از آن میان، ۲۹ کشور (شامل ۱۲ کشور اولیه) در آن حق رای دارند. اعضای مشاور شامل ۷ کشور می‌شود که ادعای مالکیت بر بعضی مناطق جنوبگان را دارند. ۴۶ عضو بدون ادعای مالکیت، ادعاهای مالکیت بین خود و کشورهای غیر عضو را نمی‌پذیرند. ایران تا کنون این پیمان را امضا نکرده است. در سال ۱۹۵۶ میلادی نظریه مقابله (es:Teoría de la defrontación) نظریه مقابله توسط برزیل و چند کشور دیگر که ادعای مالکیت بر بخش‌هایی از قطب جنوب را داشتند به امضا رسید تا منافع خود را تأمین می‌کنند.
خشم آرژانتین از نامگذاری جنوبگان به اسم ملکه انگلیس در سال‌های اخیر سبب تنش بوده است. اقدام دولت انگلیس مبنی بر نامگذاری بخشی از جنوبگان به نام «سرزمین ملکه الیزابت»، روابط این کشور با آرژانتین را متشنج کرد. دولت آرژانتین در اعتراض به اقدام دولت انگلیس، «جان فریمن» سفیر این کشور در بوینس آیرس را احضار کرد. آرژانتین اعلام کرد که این کشور «به‌شدت» ادعای دولت انگلیس مبنی بر مالکیت بخشی از قطب جنوب که متعلق به آرژانتین است را رد می‌کند. دولت آرژانتین اعلام کرد که نام گذاری این سرزمین، برخلاف معاهده قطب جنوب است که برای بیش از نیم قرن گذشته توسط ده‌ها کشور از جمله انگلیس و آرژانتین امضا شده است. این گزارش افزود: این بخش که در غرب جنوبگان قرار دارد تاکنون نامی نداشته و حاکمیت آن مورد اختلاف چندین کشور از جمله شیلی است. پیش از این تنش در روابط دو کشور به دنبال اختلاف بر سر مالکیت جزایر مورد مناقشه فالکلند (مالویناس) بالا گرفته بود. انگلیس بیش از ۱۸۰ سال است که جزایر مالویناس را که در ۴۸۵ کیلومتری ساحل آرژانتین قرار دارد، اشغال کرده است.
از بین ۷ کشوری که ادعای مالکیت کرده‌اند نروژ و سرزمین اصلی بریتانیا و فرانسه هیچ طول جغرافیایی آزادی به جنوبگان ندارند. سرزمین فرادریایی بریتانیا و سرزمین فرادریایی فرانسه و جزیره بووه نروژ در این میان مؤثر بودند. آرژانتین و بریتانیا و شیلی در ناحیه مورد ادعای خود اختلاف نظر دارند در حالی که استرالیا منطقه ای بسیار از فراتر از طول جغرافیایی خود را ادعا کرده است. منطبق‌ترین ادعا را نیوزلند در عرض آزاد خود کرده است. عرض ۹۰ تا ۱۵۰ غربی (سرزمین ماری برد) به دلیل شرایط دشوار دسترسی هنوز مورد ادعای کشوری قرار نگرفته است.
این فهرست شامل کشورهایی است که ساحل سرزمین اصلی یا قلمروهای فرادریایی یا جزایر آن‌ها تا جنوبگان بدون حایل شدن توسط کشور و جزیره دیگری راه دارد. این فهرست از این جهت دارای اهمیت است که این کشورها همانند قوانین قطب شمال امکان ادعای مالکیت بر بخش‌هایی از جنوبگان را دارند:
قاره آمریکا:
1. برزیل
2. اروگوئه
3. آرژانتین
4. شیلی
5. پرو
6. اکوادور
7. کاستاریکا
8. نیکاراگوآ
9. السالوادور
10. گواتمالا
11. مکزیک
12. آمریکا
13. کانادا

قاره اروپا:
1. گرینلند
2. ایسلند
3. پرتغال
4. فرانسه
5. بریتانیا
6. نروژ

قاره آفریقا:
1. سیشل
2. موریس
3. سومالی
4. ماداگاسکار
5. کنیا
6. موزامبیک
7. آفریقای جنوبی
8. نامیبیا
9. کنگو
10. گابن
11. سائوتومه و پرنسیپ
12. گینه استوایی
13. نیجریه
14. بنین
15. توگو
16. غنا
17. ساحل عاج
18. لیبریا
19. غنا
20. سیرالئون
21. گینه
22. گینه بیسائو
23. سنگال

قاره آسیا:
1. یمن
2. عمان
3. ایران
4. پاکستان
5. هند
6. مالدیو
7. سری لانکا
8. بنگلادش
9. میانمار
10. اندونزی

قاره اقیانوسیه:
1. استرالیا
2. نیوزلند

## جستارهای وابسته

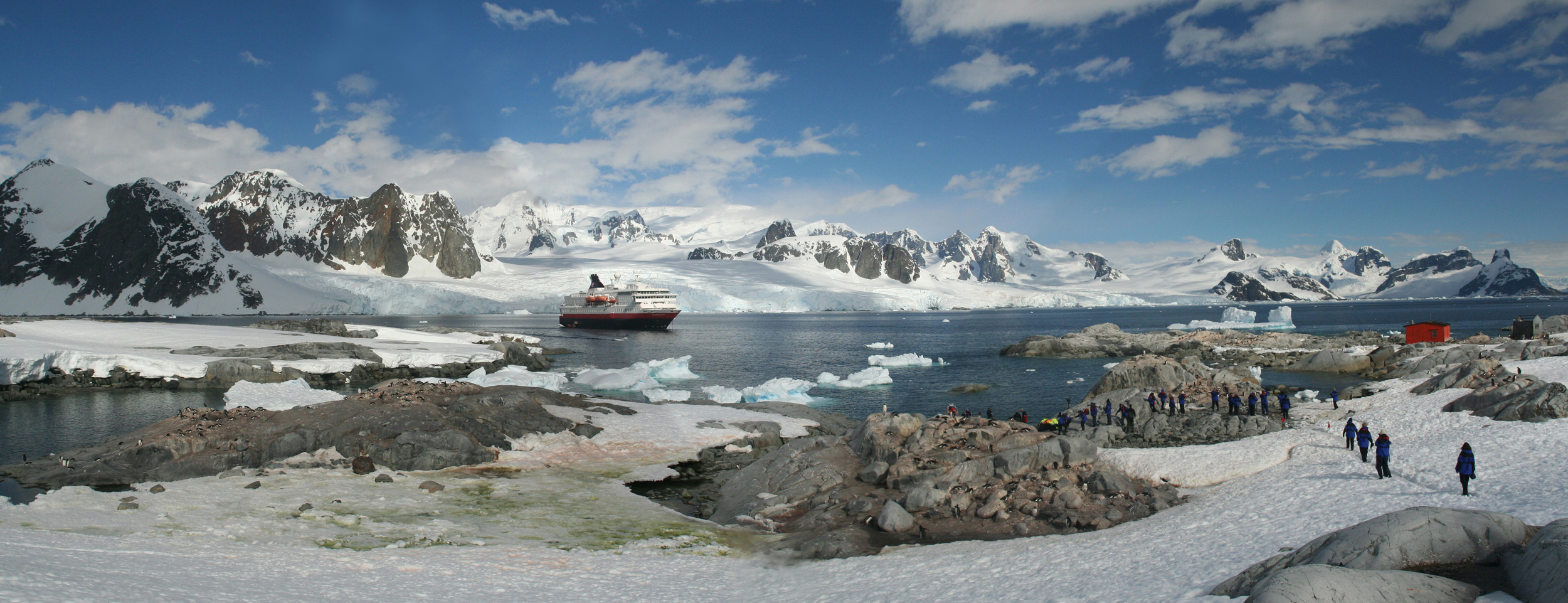
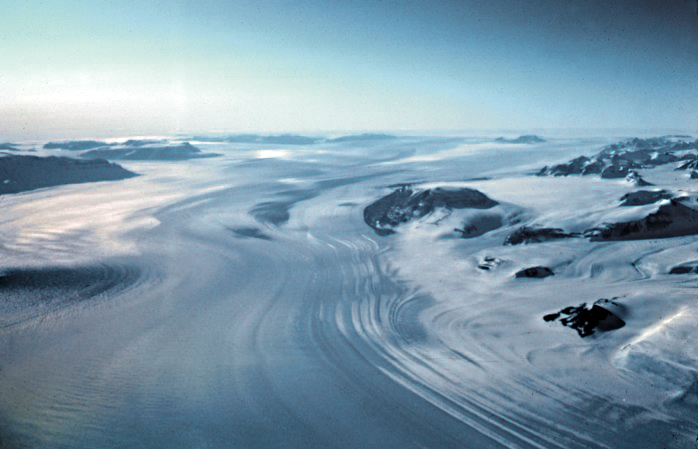
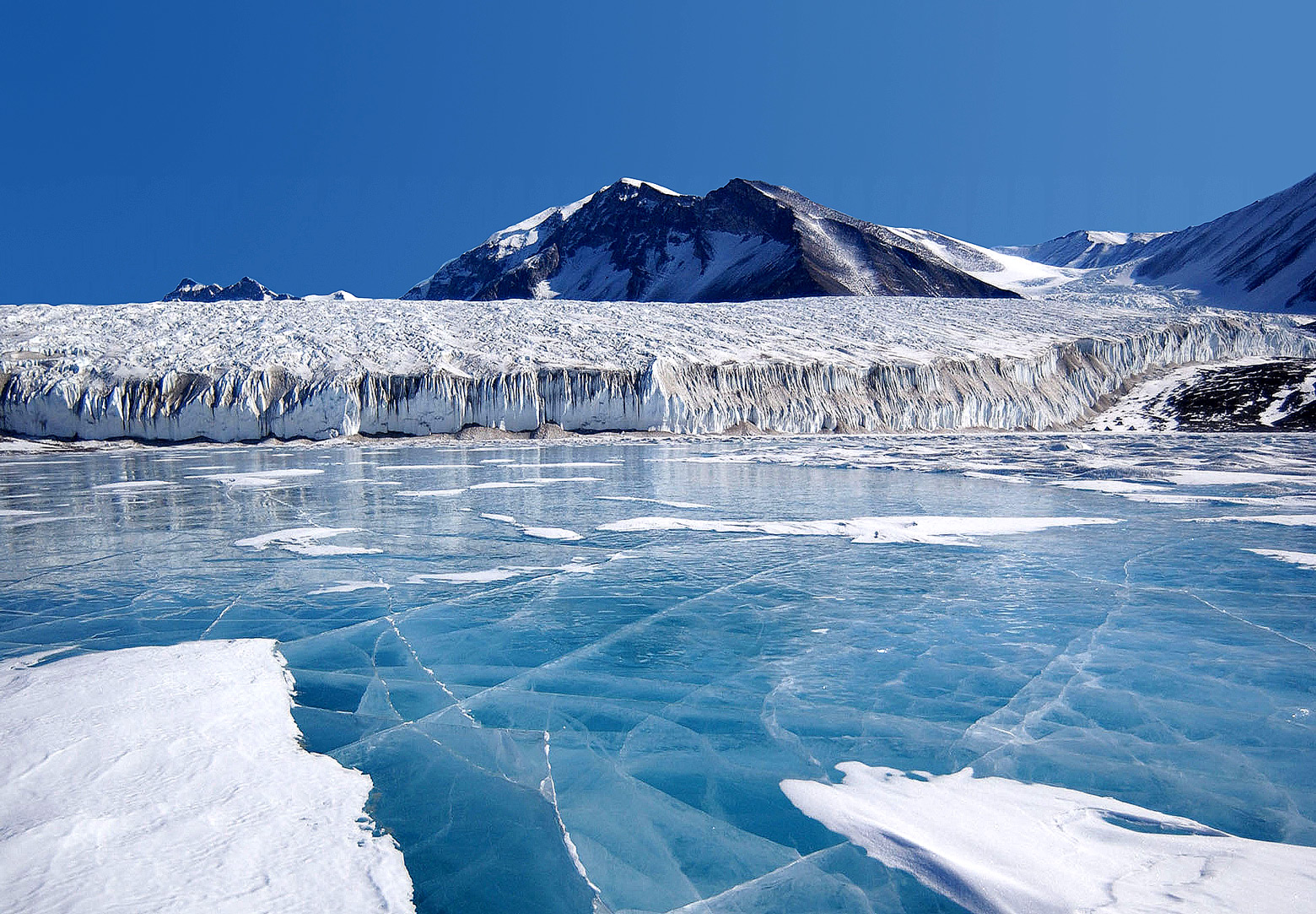
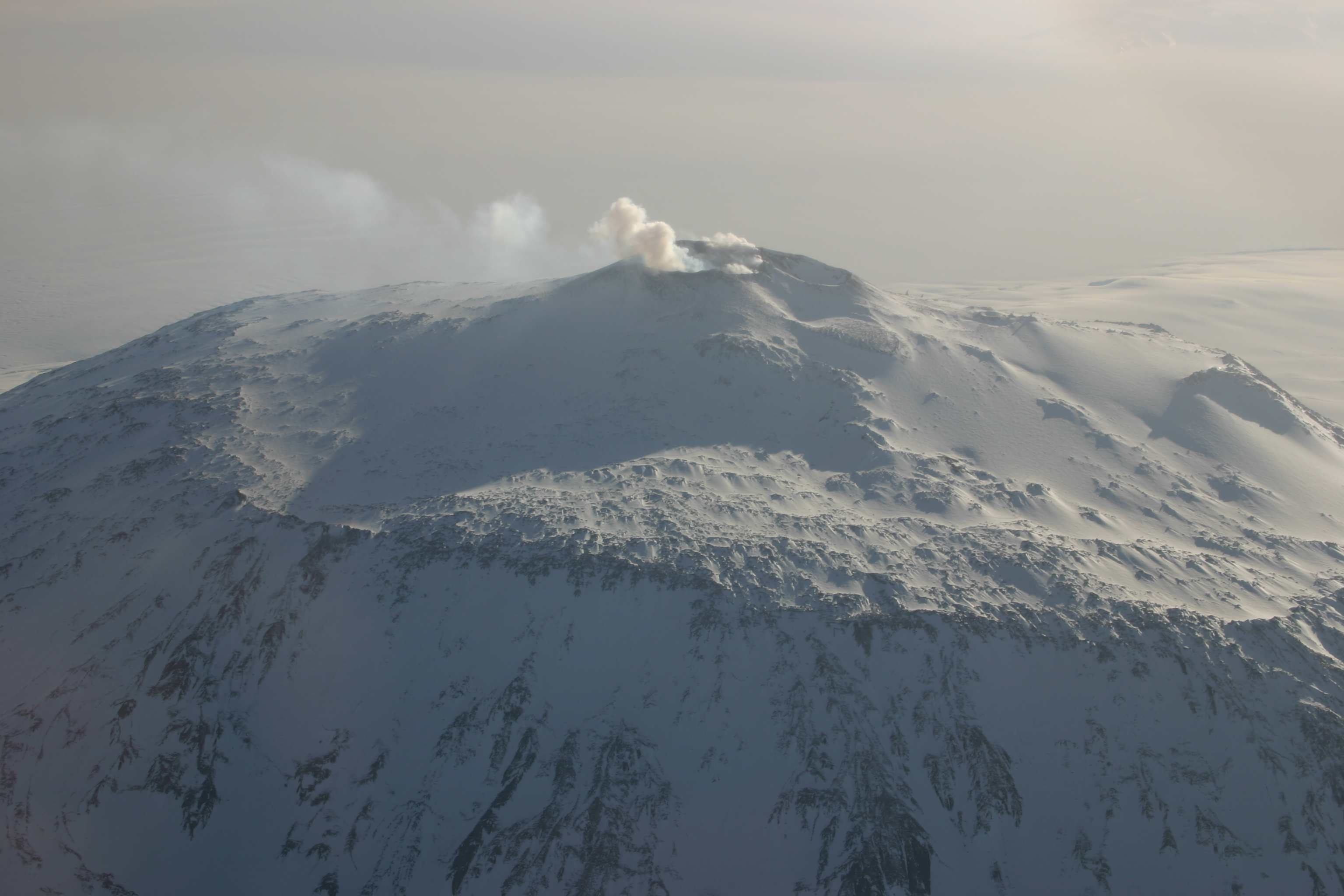
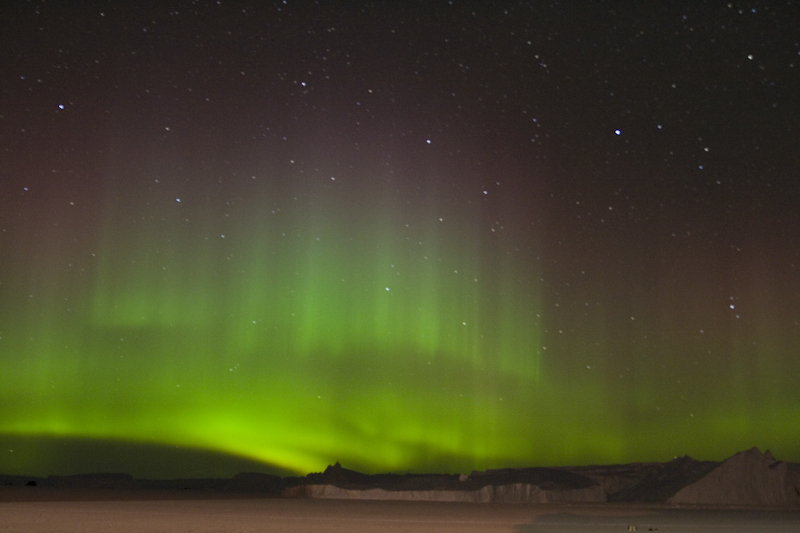

## کتابشناسی
- Trewby, Mary, ed. (2002). Antarctica: An Encyclopedia from Abbott Ice Shelf to Zooplankton. Buffalo, New York: Firefly Books. ISBN 978-1-55297-590-9.